# Chiesa di Sant'Agostino (Livorno)
La chiesa di Sant'Agostino è un luogo di culto cattolico di Livorno che si trova nel quartiere Fabbricotti, in piazza Aldo Moro.

## Storia e descrizione
La chiesa fu realizzata nella seconda metà degli anni sessanta, nella zona Fabbricotti, a sud del centro cittadino. Nel periodo di urbanizzazione del quartiere il vescovo Giovanni Piccioni decise di creare una nuova parrocchia. La chiesa fu progettata dall'ingegnere Vittorio Chini, ma, a causa della morte del progettista, il lavoro fu affidato a Pietro Petroni. Nel 1968 vengono erette le campane e finalmente il 4 maggio dello stesso anno la chiesa viene consacrata da Alberto Ablondi, vescovo ausiliare di Emilio Guano, allora vescovo di Livorno.
La chiesa affacciata sulla piazza Aldo Moro, si presenta con una struttura a vela con rivestimento in pietra. Una scalinata porta a tre porte d'ingresso che si trovano su un ampio portico. Sul lato dell'edificio è collocato un campanile alto circa venti metri. 
La chiesa, a pianta rettangolare, presenta nelle pareti interne alcuni bassorilievi realizzati da Pier Luigi Morelli, rappresentanti la Via Crucis.